# 特攻!! ゾイド少年隊
『特攻!!ゾイド少年隊』（とっこう!!ゾイドしょうねんたい）は、トミー（現タカラトミー）が販売するプラモデル『ゾイド』シリーズを題材とした青木たかおの漫画作品。『別冊コロコロコミック』1988年2月号と4月号、同年の『コロコロコミック春休み増刊号』での掲載を経て『月刊コロコロコミック』1988年5月号から1989年4月号まで連載された。

## 概要
当初は別冊や増刊号に掲載された読み切り作品であったが、好評を機に本誌で連載化された。青木たかおのコロコロコミックデビュー作品。単行本は1989年にてんとう虫コミックスより、全2巻が発売。ただし読み切り版と連載版の一部が未収録となっている。
この当時に展開していたゾイドシリーズ（第1期）の基本設定は「地球外の惑星＝ゾイド星を舞台とした未来の物語」というものであったが、本作の舞台は現代の地球であり、ゾイドは現実同様、市販のプラモデルとして扱われている。
ゾイド関連の作品としては初めてライガー系のゾイドを主役に据えた作品である。
ストーリーは大きく分けて以下の2つに分類される。
ゾイドシミュレーター編
単行本1巻に収録。読み切り版もこのカテゴリーに属する。主人公の属する共和国ゾイド少年隊と、敵対する帝国ゾイド少年隊が、トミーの開発した架空の装置「ゾイドシミュレーター」を使い、改造ゾイドに乗り込んで戦う。
物語の大まかな流れは、初期読み切り(計3回)→連載第1話→魔道衆との対決→改造ゾイドバトルトーナメントとなる。
実機ゾイド編
単行本2巻に収録。1巻とは内容がガラリと変わり、共和国ゾイド少年隊の面々が、1/1スケールの実機ゾイド（ただし設定は本来の公式とは異なる）に乗り込み、平和を守るために戦うといった内容。帝国ゾイド少年隊の面々は登場せず、一部人物は設定変更されている。

## 用語・設定
ゾイドシミュレーター
プラモデルのゾイドをコンピュータに読み込ませ、そのデータを仮想空間内に実体化させる技術。金属パーツはプラスチック部品より頑丈になるといった具合に、改造内容も忠実に反映される。
操縦には特別な技術は必要とされず、パイロットの思い通りにゾイドを動かすことができる。その延長で乗り手の運動神経の高さもそのまま機体の運動性能に影響していく。
戦いの舞台となる戦場は、コンピュータのプログラムによって作られる場合が殆どだが、ゴム製の大蛇が登場するなどジオラマを読み込ませたような描写がされることもある。
仮想空間にはゾイドに乗らず人間が集団で直接入り込むこともできる。
実物大ゾイド
本作内のトミーはプラモのゾイドを開発する際、無可動の実物大ゾイドを制作しているという設定があり、ウルトラザウルスやゴジュラスが登場している。
ゾイド生命体
実機編に登場するゾイドの心臓部。体を破壊されたゾイドでもこの部分が無事である限り何度でも蘇る事ができる。反面、その巨大なエネルギーは制御を失うと果てしなく暴走し、最後には都市を壊滅させるほどの大爆発を起こしてしまう。

## 主要登場人物・ゾイド
各人物の乗機となるゾイドの正式名称が作品内で明記されていない場合、ベースとなるゾイド名と、機能的な特徴から判断して「○○型」と記載する。

### 共和国ゾイド少年隊
大和 タケル（やまと たける）
本作の主人公。偶然シミュレーターに入り大門と戦ったことからゾイド少年隊員となる。どんなピンチの時でもくじけない勇気とガッツの持ち主だが、スケボーやサッカーに興じたり、仲間と対立してへそを曲げるなどの少年らしい一面も。実機編では戦いに疑問を感じて悩み、出動できなくなったこともある。スケボーの実力はエアターンを使える程に高い。乗機はシールドライガー→ゴールドライガー。主人公機だけあってバージョン違いは作中で最多数。実機編においても同様のゴールド改造を施して使用した。
乗機：シールドライガー→ゴールドライガー
- シールドライガースペシャル

ゴジュラスMk2用のキャノン砲一門とエネルギータンクを装備し、脇腹には噴射式のターボブースター隠し持った改造機。キャノンの重量によるスピード低下という弱点がその後の実戦で発覚する。夢の中でデスザウラーに負けた悔しさから作られた機体で、これを森田に持ち逃げされたことがタケルとゾイドシミュレーターの出会いに繋がっていく。大門のデスザウラーと戦い、最終的には破壊されてしまうものの、脱落したキャノンを相手の背中に突き差して荷電粒子砲を封じた上に、エネルギータンクを相手の口内に放り込み爆発させることで顔面半壊の大ダメージも与えている。その奮闘は格上の大門とデスザウラーを事実上の敗北にまで追い込んだものとして帝国少年隊に一目置かせる結果となった。
- シールドライガー　ミサイル装備型

対デスザウラー用に連装ミサイルポッド二機を背負った改造。乱入したクマゴローと秀麻呂に弾切れの隙を突かれ力不足を指摘される。
- シールドライガー　ウイング装備型

アイアンコングMk2用のウイングを装備した改造。デスザウラーに苦戦する仲間を守る盾となり荷電粒子砲の直撃を受けた。
- ゴールドライガー　ウイング装備型

荷電粒子砲に撃たれたシールドが「謎の黄金伝説」の力によって生まれ変わった金色のライガー。たてがみが追加され、ウイングにはデスザウラーさえ切り裂くカッター機能が備わった。続く読み切り3作目では爪と牙を金属パーツに変更し、背中にロケットアンカーを装備する。初出は当時のコロコロ本誌（1988年3月号）のゾイドジオラマ記事に登場した改造ライガー。
- ゴールドライガー（連載版）

ミサイルとプロテクターを装備。増加した重量をロケットブースターで補っている。帝国少年隊の卑怯な罠にかかり、シミュレーションに入る前に破壊されてしまった。
- ゴールドライガースペシャル

破壊されたディバイソン、ベアファイター、プテラスの残骸を組み合わせた急増の合体ゾイド。鮫島の改造アイアンコングと戦う。
- ゴールドライガー　大型ミサイル装備型

腹部のミサイルと背中のキャノン砲が武器。青竜鬼のブルーザウラーにプロレスで鍛えた格闘戦で挑んだ。
- ゴールドライガー　ロケットランチャー装備型

アイアンコングのロケットランチャーを背負った改造機。シミュレーションではなく実際のキットに備わったミサイルギミックによる的当て遊びに使われた。スプリングを強化してあるためミサイルの威力は空き缶をへこませるほどになっていた。
- ゴールドライガーMk2

シールドライガーMk2と同じキャノンビーム砲を装備した改造機。紅竜鬼、白竜鬼と戦う。
- ゴールドライガー　非武装型

「改造ゾイドバトルトーナメント」の一種目であるバトルレースのルールに則り、火器類を取り去ったノーマル仕様。
- ゴールドライガー　プロテクター装備型

実機編に登場する改造ライガー。全身に金色のプロテクターを装備し格闘性能を強化している。ゴジュラスを止めるために全力を尽くし、大破する。
- マッドサンダー

修理中のライガーに代わって出動した超大型ゾイド。タケルはライガーの復帰までメインパイロットを務め、ギルバート大佐のデスダイバーと戦った。必殺技はローリングチャージャーフル回転から繰り出すローリングサンダーアタック。対デッド・ボーダー戦では腹部のコンテナにライガー用Gパーツを収納していた。
- ゴールドライガー　Gパーツ装備型

飛行用ユニット「Gパーツ」を装備し大幅に機動力をアップしたライガー。たてがみのデザインも一新され、プロテクターもアイアンコングのそれに近い形になった。ギルバート大佐のデッド・ボーダーと戦う。最終回では自分と共に命を捨てようとしたタケルを助けるため、カットされた筈のパイロット脱出装置を自力で作動、海の果てへと散っていった。
大門 アキラ（でーもん あきら）
通称デーモン。出っ歯を持つ。読み切り版では帝国ゾイド少年隊副隊長としてデスザウラーを操縦し、3回にわたってタケルと戦った。連載版ではディバイソンが乗機となり、共和国ゾイド少年隊の一員になっている。タケルたちより年上でチームの兄貴分的存在。
乗機・デスザウラー（読み切り）→ディバイソン（シミュレーター編）→マッドサンダー（実機編）
- 　デスザウラー

タケルの初戦闘の相手となった帝国最強ゾイド。改造ライガーのキャノン砲を物ともせず、圧倒的な性能差でシールドライガーを痛めつけたが、口内に突っ込まれたエネルギータンクを爆発させるというタケルの機転によって思わぬ大ダメージを食らってしまう。最終的には勝利を収めはしたものの、半壊したその姿を見た天竜からは「それで勝ったと言えるのか？」と手厳しい指摘を受けていた。
- 　デスザウラー　武装強化型

高機動ウイング、ビームランチャー等、帝国側改造セットを使って強化した機体。頭部にはたてがみが追加されている。クマゴローと秀麻呂を苦戦しつつも追い詰めた。
- 　デスザウラー・デーモンスペシャル

機動力をより高めた改造機。肩や腕には合金製のプロテクターが追加され、ゴールドライガーのカッターさえもを防いでしまう。
- 　ディバイソン　プロテクター装備型

金属製プロテクターを付けた改造機。ほぼ同様の機体が当時のコロコロの改造ゾイドコーナーで制作されている。青竜鬼戦では17門突撃砲の中央9本を角に変えた仕様で挑んだが、相手の強力な空手技で破壊された。バトルレースでは突撃砲を全て塞いだ非武装型を使用した。
- 　マッドサンダー

ブリッジ（後にコクピット）を担当。
熊沢 五郎（くまざわ ごろう）
通称クマゴロー。関西弁を話す、オーバーオール姿の少年。読み切り第2話から登場。乗機はその名の通りベアファイター。
乗機・ベアファイター→マッドサンダー
- 　ベアファイター　森林戦闘型

背中に火炎放射器を装備。読み切り3作目に登場したが実際に活躍する場面は描かれなかった。
- 　ベアファイター　キャノン装備型

背中に巨大な砲台を装備。しかし帝国少年隊の罠によって戦う前に壊されてしまう。
- 　ベアファイター　バトルレース仕様

下半身を丸々ミニ四駆（車種は皇帝（エンペラー））に改造した機体。ミニ四駆はまっすぐしか走れないという弱点もそのままなため、壁に激突してリタイア。
- 　マッドサンダー

エンジンルームを担当。
綾小路 秀麻呂（あやのこうじ ひでまろ）
分厚いメガネに刈り上げ、蝶ネクタイといった、いわゆる「坊ちゃんキャラ」の少年。クマゴローと同じく読み切り第2話からの登場。乗機はプテラス。
乗機・プテラス→マッドサンダー
- 　プテラス　武装強化型

胸部にバルカン砲を追加した機体。大門のデスザウラーと戦う。
- 　プテラス　スピードアップ型

改造で翼を巨大化させた機体。頭部や尻尾にもウイングが追加されている。初登場時は戦う前に壊されてしまったが、以降のバトルでもほぼ同様の改造機を使っている。
- 　プテラス　ロケットブースター装備型

背中にブースターを付けた機体。読み切り3作目に登場したが、前述のベアファイター同様、やはり活躍は描かれなかった。
- 　プテラス　バトルレース仕様

バトルレースの飛行禁止というルールに合わせて足を極端に長くした改造機。木の枝にぶつかってリタイア。
- 　マッドサンダー

得意のコンピューターを駆使し、ブリッジで戦術分析を担当。
森田 ひとみ（もりた ひとみ）
共和国ゾイド少年隊の紅一点。シミュレーター編ではゾイドには乗っていない。女子プロレスのファンであり、自らもバックドロップが使える。
乗機・ロードスキッパー（扉絵のみ）→マッドサンダー
- 　ロードスキッパー

ボディに『HITOMI』のマーキングが施された機体。実機編の扉絵で少年隊の仲間たちを乗せた姿で描かれていた。
- 　マッドサンダー

ブリッジに搭乗している。
嵐山（あらしやま）
バトルトーナメントの出場選手。共和国ゾイド少年隊ではあるが、ラフプレーを多用する少年。そのため一時は帝国ゾイド少年隊のスパイだと思われていた。
乗機・ゴジュラス
腕を4本に増やし、頭部に角を付けている。本物のスパイが使うブラックライガーに破壊された。

### 帝国ゾイド少年隊
天竜 修羅（てんりゅう しゅら）
帝国ゾイド少年隊隊長。サングラスとマント姿が特徴。帝国ゾイド少年隊は卑劣な作戦を使う者が多く、彼も最初はそういった作戦の指示を出したこともあった。しかし、やがてタケルのフェアプレーに感化されて、正々堂々と戦わない隊員を戒めるようになった。両眼だけが露出したフルフェイス型のマスクを被り、隊長の身分を隠してバトルトーナメントに出場していた。
乗機・デスザウラー
大会決勝戦の描写から推測される。なお決勝戦は丸々省略されたため、試合内容も「素晴らしいものだった」という事以外、勝敗さえも不明である。
金剛力・士郎（こんごうちから・しろう）
読み切り版に登場した帝国ゾイド少年隊魔道衆の一員。兄の力も弟の士郎も揃って同じゴリラ顔をしている（ほくろの位置のみが異なる）。タケルに負けた大門を痛めつけただけでなく、隊長の計画に従ってシミュレーションによる二人の再戦の場にも乱入、罠を使って双方もろとも始末しようと企んだ。
乗機・アイアンコング
外見はノーマル機だがデスザウラーをも打ち抜く大型ビーム砲を装備している。
鮫島 リョウ（さめじま りょう）
帝国ゾイド少年隊隊員。勝利の為に共和国側ゾイドを盗み出した。
乗機・アイアンコング戦車バージョン
脚部を戦車に改造している。
青竜鬼（せいりゅうき）
少年空手のチャンピオンで、帝国ゾイド少年隊・魔道衆の一人。パイロットの能力がそのままゾイドに反映されるシミュレーターにおいて、彼の空手の実力は操るゾイドに驚異的な格闘能力を与えていた。
乗機・ブルーザウラー
デスザウラーにアイアンコングの腕を付けて格闘性能をアップさせている。
紅竜鬼（こうりゅうき）
帝国ゾイド少年隊・魔道衆の一人で紅一点。本名は紅子（べにこ）。最初はゾイドが好きな女の子としてタケルたちに近づき、クマゴローと秀麻呂を催眠術で洗脳した。シミュレーターでは洗脳した二人とともに、改造デスザウラーで攻撃を仕掛け、仲間を攻撃できないタケルを苦戦させた。コロコロ掲載時は、青竜鬼と白竜鬼の話の間に対戦があったのだが、コミックスではなぜか未収録となっている。
乗機・レッドザウラー
赤いデスザウラーに長い金髪を生やしている。武器は右腕に装備したヨーヨー。
白竜鬼（はくりゅうき）
帝国ゾイド少年隊・魔道衆の一人。動物園の園長に変装してタケルたちを罠にかけたり、共和国ゾイド少年隊にスパイを潜入さたりと、帝国ゾイド少年隊の中でも特に陰険な性格。バトルトーナメント決勝進出者の一人。
乗機・グレートサーベル
作中唯一のトミー公式改造ゾイド。
村雨 ケン太（むらさめ けんた）
表向きは共和国ゾイド少年隊に所属する、正々堂々としたさわやかな少年。だがその正体は、シミュレーションバトルレースにおいてタケルを倒すため白竜鬼が送り込んだスパイ。レースに最後まで生き残っていたコマンドウルフ、アロザウラー、嵐山のゴジュラスを破壊した。
乗機・ブラックライガー
大会で禁止されている武器を隠し持った黒いシールドライガー。

### その他の人物
森田技師（もりたぎし）
ひとみの兄で、トミー共和国ゾイド開発部の部員。共和国ゾイド少年隊のよきアドバイザーであり、実機編においてもタケルたちをサポートしている。
氷川開発部長（ひかわかいはつぶちょう）
読み切り第1話に登場する帝国ゾイド開発部長。
森田博士（もりたはかせ）
ひとみと森田技師の祖父で、森田メカ生体研究所所長。実機のゾイドを開発した生みの親でもある。
早乙女 源三（さおとめ げんぞう）
東北（もしくは北関東）の訛りが入った言葉を話すライダー風の青年。メカの操縦にかけては天才的で、乗ると人格が一変してしまう。暴走バイクで警察から逃げ回った末に森田博士の研究所に突っ込むと、今度はそこで見つけた実機ゴジュラスに勝手に乗り込み、そのまま街へ出て大暴れをしてしまった。
乗機・ゴジュラス
実機ゾイド第1号。設定通りのパワーと運動性を発揮するが、エネルギーコントロール装置が取り付けられていないため、暴走の果てに大爆発することが予想された。ゾイドとしての意思が存在しており、暴走の中でも子供たちの呼びかけに反応し、最後には自ら機能停止した。火器兵器は未搭載。
ギルバート大佐
超最新兵器を開発し、戦争国へ売りさばく死の商人。独自にゾイド生命体の開発を行っていたが、先に完成した森田博士の生命体に目をつけこれを奪取、デスザウラーの改造ゾイド「デスダイバー」を製作した。その交戦データを元にして作り上げたデッド・ボーダーには自ら乗り込み、タケルたちに戦いを挑んでいる。
乗機・デッド・ボーダー
ゴールドライガーに引けを取らない俊敏性とマッドサンダーを一撃で粉砕するハイパービーム砲（元の設定では重力砲）を持つスーパーゾイド。弱点である背中の排熱光をライガーに貫かれ倒される。その後回収された生命体はアメリカで分析されることになったが、空輸中の落雷で暴走。大爆発の被害を防ぐため、タケルとライガーはこれを抱えて飛び立った。
デスダイバーのパイロット
名称不明。ギルバート大佐の部下で「PJ1」とマーキングされたスコープ付ヘルメットを被っているため目元は見えない。機体を破壊されつつも生還を果たすが、それ以降の出番はなかった。
乗機・デスダイバー
奪取したゴジュラスの生命体を使ったデスザウラーの改造ゾイド。体型は人型ロボットに近く、手持ち武器の二連衝撃砲を使い、マッドサンダーのシールドと同素材の盾には剣を収納、カッターウイングやマッドを投げ飛ばすパワー持つ等、その性能は圧倒的だったが、マッド起死回生のローリングサンダーアタックで倒された。
カン太
鼻にばんそうこうを貼った、少し太めの少年。ゾイド好きの仲間と共に、あけぼの学園ゾイド倶楽部を設立。ドラム缶や古タイヤを材料に、3ヶ月をかけて校庭に巨大なウルトラザウルスを作った。当初はタケルを嫌っていたが、後に命をかけてウルトラザウルスを守ったタケルの姿に心を開き、友達になっている。
涼子先生（りょうこ）
あけぼの学園の教師で、ゾイド倶楽部の顧問でもある。デッド・ボーダーの攻撃からカン太たちをかばって怪我を負い、それが理由でカン太はタケルを嫌うようになった。森田技師は彼女に好意を持っているらしい。

### その他のゾイド
読み切り第1話ではタケルが見た夢の中にアイアンコングとサーベルタイガーが出現。タケルの部屋にはベアファイターとゴルドスが飾られており、シミュレーション空間内ではゴジュラス、ウルトラザウルス、サラマンダーの残骸が登場した。森田による説明シーンにはレッドホーンやロードスキッパーがイメージとして描かれていた。
バトルトーナメントではレースの出場ゾイドの中にウルトラザウルス、サラマンダー、アロザウラー、コマンドウルフ、ゴルヘックス、ゴドス、カノントータス、バリゲーターの姿が確認できる。その他にも的当て競技に使われるマルダー、ゾイド相撲をするゴジュラスとデスザウラー、改造コンテスト用の3本首のウルトラザウルス、鎧武者風のアイアンコングが登場している。

## コミックス
- 第1巻(ISBN 4-09-141401-X) 1989年5月発行
- 第2巻(ISBN 4-09-141402-8) 1989年7月発行